# Sinthome
 (février 2021).
Si vous disposez d'ouvrages ou d'articles de référence ou si vous connaissez des sites web de qualité traitant du thème abordé ici, merci de compléter l'article en donnant les références utiles à sa vérifiabilité et en les liant à la section « Notes et références ».
Le sinthome est un terme employé par Jacques Lacan pour désigner une particularité de la fonction que l'écriture eut pour l'écrivain James Joyce. Il s'agit d'une ancienne graphie du mot symptôme.

## Historique
Ce concept a été élaboré dans les années 1975-1976, durant le séminaire intitulé « Le sinthome ». Ceci prend du sens dès que l'on suit l'élaboration de la psychanalyse depuis Freud jusqu'à Lacan. Autant Freud situait le symptôme comme étant bien plus une tentative de guérison qu'une maladie au sens médical du terme, autant Jacques Lacan a considéré le symptôme comme ce qui permet à un sujet de s'inscrire dans un lien.

## Description
Comme évoqué dans ses précédents travaux, entre autres Lituraterre, 1971, l’existence du langage est toujours supposée introduire une division dans la condition du sujet. Mais si dans la majorité des cas cette division est ce qui s’articule dans la parole depuis son rapport à l'Œdipe, il se peut que l’écriture permette de traiter sur son propre plan une telle division (où ce qui est supposé n’est pas seulement le langage, mais la « lalangue »).
Dans ce travail, Jacques Lacan a donc fait l’hypothèse qu’un travail d’écriture pouvait être radicalement distinct de l'articulation de la parole se référant à l’Œdipe (forclos ou non), mais comparable aux fonctions que la parole œdipienne supporte dès qu’il s’agit de mesurer la voie par laquelle un sujet noue son rapport à l’autre, et à l’Autre du langage. À partir de cette hypothèse et de son élaboration du nœud borroméen (R.S.I., cf. bibliographie), Jacques Lacan a tenté de rendre compte de la façon par laquelle la création littéraire de James Joyce réussit là où, pour ce sujet, le Nom-Du-Père probablement forclos, n'est pas opérant.
Rappelons qu’avec le nœud borroméen, ce ne fut plus seulement la parole qui fut étudiée comme ce qui a une fonction chez un sujet, mais directement la façon par laquelle un sujet s’accommode de l’existence du langage. Si dans les névroses cette proposition d’articulation spécifique à l’élaboration lacanienne s’organise au travers d’une co-dépendance entre les trois registres du réel, du symbolique et de l’imaginaire qui composent le nœud, ce nouage est différent dans les psychoses, soit par la mise en continuité des trois registres, soit par l’impossibilité pour l’un d’eux de se lier aux deux autres. Mais dans ces cas (psychoses), ce qui est articulé par un sujet est marqué par ce ratage du nœud, par l’impossibilité pour les trois registres de se nouer de façon borroméenne. 
Chez James Joyce, la possibilité d’existence d’un symptôme psychotique a permis à Jacques Lacan de souligner que le rond de l’imaginaire ne se nouait pas aux ronds du symbolique et du réel. Par contre, l’absence avérée du développement d’un délire psychotique et l’originalité de l’écriture de James Joyce ont poussé Jacques Lacan à considérer que l’écriture comme pratique, avait eu une fonction particulière dans le nouage. Dans l’hypothèse du nœud borroméen, Jacques Lacan a ainsi avancé que l’écriture avait permis à James Joyce de faire tenir ensemble les trois ronds de l’imaginaire, du réel et du symbolique, la pratique de l’écriture de James Joyce ayant fonctionné comme quatrième terme, en venant relier entre eux ces trois ronds. 
Dans cette proposition d’articulation, Jacques Lacan a appelé « sinthome », ou « synt-homme » ce quatrième rond, en un jeu de mots se référant d'une part à la plus ancienne graphie attestée en français du mot « symptôme » (1495 chez B. DE GORDON, Pratiq., II, sign. H 3d ds GDF. Compl.), et d'autre part au rôle qu'aurait tenu l'admiration que James Joyce pouvait avoir envers saint Thomas d'Aquin, le « saint homme »/ « Saint Thom ».

## Actualité du concept
Par extrapolation, dans la psychanalyse contemporaine, le terme de sinthome est utilisé par certains psychanalystes pour désigner ce qui chez un sujet réussit à faire tenir ensemble les trois ronds de l'imaginaire, du réel, et du symbolique. Cela dit, si un tel tour de force peut être réussi par un sujet (au travers d'une pratique qui n'est pas nécessairement de la littérature), d'autres trouvent plus logique que le nom de cette fonction fasse référence au rapport particulier entretenu par le sujet avec le langage. Étant donné que le terme sinthome est propre à l'expérience joycienne, ces psychanalystes-là lui préfèrent celui de suppléance (bien que ce concept puisse lui aussi faire débat), tant que n'est pas trouvé un terme approprié pour chaque cas particulier.
L'idée de sinthome a été utilisé par Lee Edelman dans son livre No Future pour former le mot sinthomosexuality.

### Textes de référence
1. James Joyce, Finnegans wake, (Paris : Gallimard, 1982) 923.  (ISBN 0141181265)
2. James Joyce, Œuvres I, (Paris : Gallimard, 1982) 1966.
3. James Joyce, Œuvres II, (Paris : Gallimard, 1995) 1998.
4. Jacques Lacan, Le Séminaire livre XXII : R.S.I., (Paris : Association freudienne internationale, 1999) 213.
5. Jacques Lacan, Le séminaire livre XXIII : Le sinthome, (Paris: Seuil, 2005) 250.
6. Jacques Lacan, Écrits I, (1966, Paris : Seuil, 1999) 569.
7. Jacques Lacan, Écrits II, (Paris : Seuil, 1971).
8. Jacques Lacan, Autres écrits, (Paris : Seuil, 2001) 609.

### Études
(Dans l'ordre alphabétique des noms d'auteurs)
- Sidi Askofaré, « L'identification au sinthome [1] », Essaim, vol. 18, no. 1, 2007, p. 61-76, [lire en ligne].
- Christian Fierens, Lecture du sinthome, Eres, 2018, [lire en ligne]
- Philippe Julien, « Du symptôme au sinthome : la psychose lacanienne », La clinique lacanienne, vol. no 5, no. 1, 2001, p. 63-67, [lire en ligne].
- Valentin Nusinovici, « symptôme, sinthome », dans Alain de Mijolla (dir.), Dictionnaire international de la psychanalyse 2. M/Z, Paris, Hachette, 2005 (ISBN 2-0127-9145-X), p. 1772-1774.
- Michel Petersen, « Eftsooneries. Le séminaire, livre XXIII. Le sinthome de Jacques Lacan, Seuil, 253 p. » (recension), [lire en ligne]
- Colette Soler (dir.), « Symptôme, Sinthome », dans Lacan, lecteur de Joyce, Paris, Presses universitaires de France, 2015, p. 19-43, [lire en ligne].
- (en) Luke Thurston, James Joyce and the problem of psychoanalysis, Cambridge University Press, 2004, online publication 2009, online  (ISBN 9780511485329), [lire en ligne]